# Bacon (cràter)

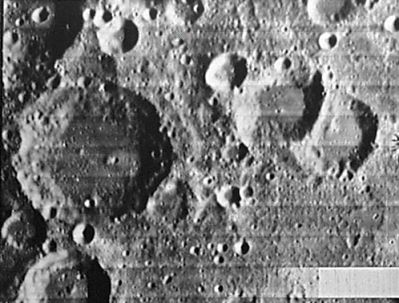
Fotografia de la missió Lunar Orbiter 4

Bacus és un cràter d'impacte lunar que es troba en les escarpades serres del sud del costat visible de la Lluna. El mur exterior i interior s'ha erosionat i desgastat per un sens fi d'impactes menors des de la formació original del cràter. Com a resultat, tots els desnivells s'han suavitzat, i la vora està marcada per diversos petits cràters. El pis interior és gairebé pla, sense el pic central característic en el punt mitjà; en el seu interior es localitzen petits cràters de certa importància.

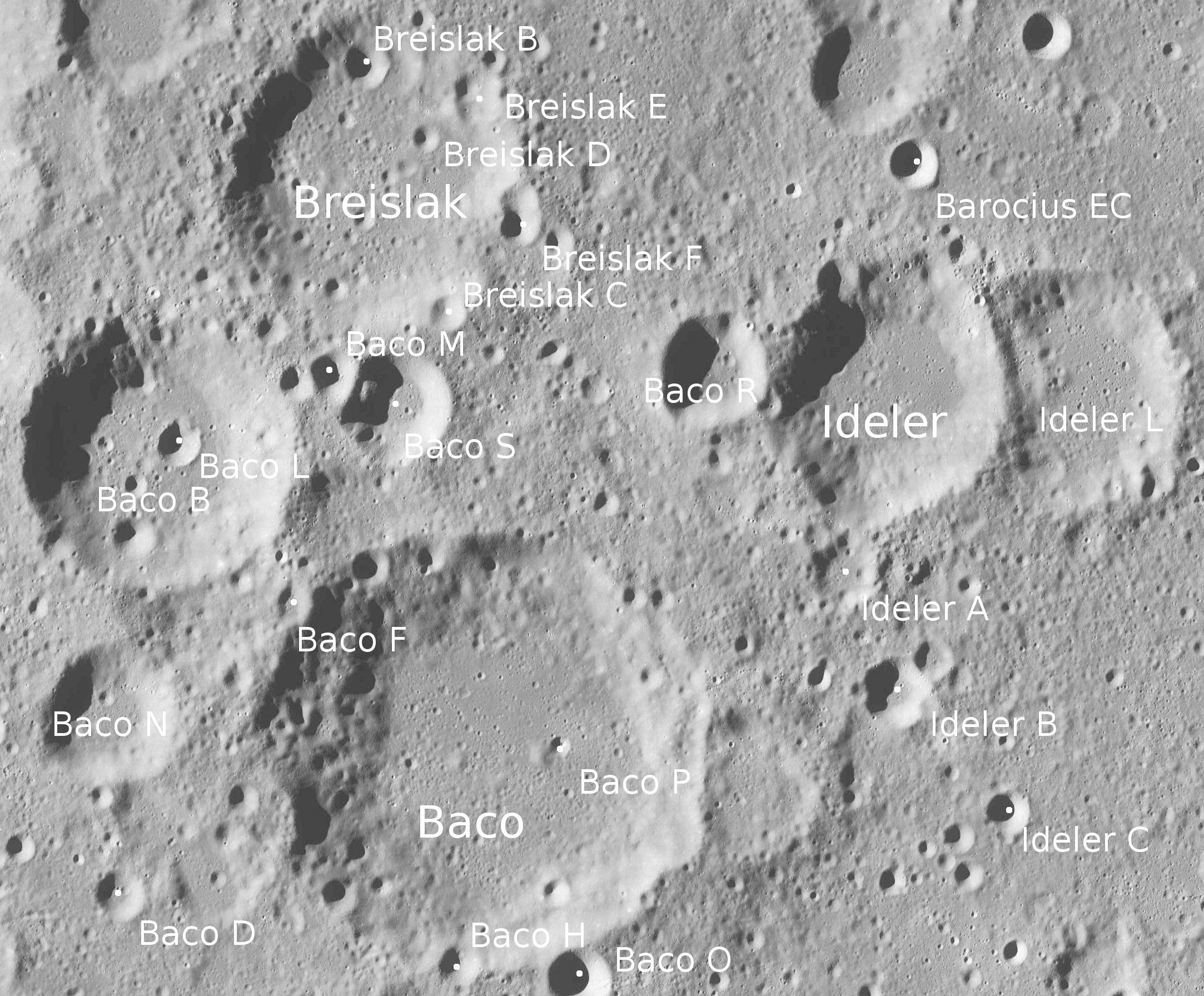
Fotografia de la missió Lunar Reconnaissance Orbiter

Hi ha diversos cràters menors situats en el terreny circumdant, incloent els cràters satèl·lit Bacus A localitzat cap al sud i Bacus B al nord-oest. Més al nord es troba el cràter Breislak, i a la mateixa distància cap al nord-est està Ideler. Més cap a l'oest es troba Cuvier, mentre que Asclepi es troba al sud-est.
A pesar que aquest cràter va ser nomenat en honor del britànic Roger Bacon, el nom va ser triat pel selenògraf alemany Mädler, que ho va transcriure com a Bacus.

## Cràters satèl·lit
Per convenció, aquestes característiques s'identifiquen en els mapes lunars posant lletres al costat del punt mitjà del cràter que es troba més pròxim al cràter Baco:
|                                      | \| Bacus \| Coordenades \| Diàmetre \| \| ------------------------------------ \| ------------------------------------ \| -------- \| \| A \| 52° 48′ S, 20° 12′ E / 52.8°S,20.2°E \| 39 km \| \| B \| 49° 30′ S, 16° 36′ E / 49.5°S,16.6°E \| 43 km \| \| C \| 50° 48′ S, 14° 48′ E / 50.8°S,14.8°E \| 14 km \| \| D \| 51° 36′ S, 16° 24′ E / 51.6°S,16.4°E \| 8 km \| \| 52° 54′ S, 16° 12′ E / 52.9°S,16.2°E \| 28 km \| \| \| F \| 50° 24′ S, 17° 42′ E / 50.4°S,17.7°E \| 6 km \| \| G \| 54° 24′ S, 17° 12′ E / 54.4°S,17.2°E \| 9 km \| \| H \| 51° 54′ S, 18° 54′ E / 51.9°S,18.9°E \| 6 km \| \| J \| 54° 42′ S, 19° 18′ E / 54.7°S,19.3°E \| 19 km \| \| K \| 53° 54′ S, 17° 36′ E / 53.9°S,17.6°E \| 29 km \| \| 49° 30′ S, 16° 42′ E / 49.5°S,16.7°E \| 7 km \| \| \| M \| 49° 12′ S, 18° 00′ E / 49.2°S,18.0°E \| 7 km \| \| 50° 48′ S, 16° 18′ E / 50.8°S,16.3°E \| 23 km \| \| \| O \| 52° 06′ S, 19° 54′ E / 52.1°S,19.9°E \| 9 km \| \| 50° 48′ S, 19° 36′ E / 50.8°S,19.6°E \| 5 km \| \| \| 52° 18′ S, 18° 42′ E / 52.3°S,18.7°E \| 20 km \| \| \| R \| 49° 12′ S, 21° 00′ E / 49.2°S,21.0°E \| 18 km \| \| 49° 24′ S, 18° 30′ E / 49.4°S,18.5°E \| 18 km \| \| \| T \| 53° 42′ S, 19° 48′ E / 53.7°S,19.8°E \| 5 km \| \| O \| 52° 24′ S, 19° 18′ E / 52.4°S,19.3°E \| 6 km \| \| W \| 53° 18′ S, 21° 06′ E / 53.3°S,21.1°E \| 9 km \| \| Z \| 53° 00′ S, 15° 00′ E / 53.0°S,15.0°E \| 7 km \| |          |
| Bacus                                | Coordenades | Diàmetre |
| A                                    | 52° 48′ S, 20° 12′ E / 52.8°S,20.2°E | 39 km    |
| B                                    | 49° 30′ S, 16° 36′ E / 49.5°S,16.6°E | 43 km    |
| C                                    | 50° 48′ S, 14° 48′ E / 50.8°S,14.8°E | 14 km    |
| D                                    | 51° 36′ S, 16° 24′ E / 51.6°S,16.4°E | 8 km     |
| 52° 54′ S, 16° 12′ E / 52.9°S,16.2°E | 28 km |          |
| F                                    | 50° 24′ S, 17° 42′ E / 50.4°S,17.7°E | 6 km     |
| G                                    | 54° 24′ S, 17° 12′ E / 54.4°S,17.2°E | 9 km     |
| H                                    | 51° 54′ S, 18° 54′ E / 51.9°S,18.9°E | 6 km     |
| J                                    | 54° 42′ S, 19° 18′ E / 54.7°S,19.3°E | 19 km    |
| K                                    | 53° 54′ S, 17° 36′ E / 53.9°S,17.6°E | 29 km    |
| 49° 30′ S, 16° 42′ E / 49.5°S,16.7°E | 7 km |          |
| M                                    | 49° 12′ S, 18° 00′ E / 49.2°S,18.0°E | 7 km     |
| 50° 48′ S, 16° 18′ E / 50.8°S,16.3°E | 23 km |          |
| O                                    | 52° 06′ S, 19° 54′ E / 52.1°S,19.9°E | 9 km     |
| 50° 48′ S, 19° 36′ E / 50.8°S,19.6°E | 5 km |          |
| 52° 18′ S, 18° 42′ E / 52.3°S,18.7°E | 20 km |          |
| R                                    | 49° 12′ S, 21° 00′ E / 49.2°S,21.0°E | 18 km    |
| 49° 24′ S, 18° 30′ E / 49.4°S,18.5°E | 18 km |          |
| T                                    | 53° 42′ S, 19° 48′ E / 53.7°S,19.8°E | 5 km     |
| O                                    | 52° 24′ S, 19° 18′ E / 52.4°S,19.3°E | 6 km     |
| W                                    | 53° 18′ S, 21° 06′ E / 53.3°S,21.1°E | 9 km     |
| Z                                    | 53° 00′ S, 15° 00′ E / 53.0°S,15.0°E | 7 km     |